# Ed Miliband
Edward Samuel Miliband (født 24. december 1969 i London, England) er en britisk politiker fra partiet Labour, der siden 5. maj 2005 har siddet i Storbritanniens Underhus, valgt i valgkredsen Doncaster Nord. Fra 3. oktober 2008 til 11. maj 2010 var Miliband landets energi- og klimaminister. Den 25. september 2010 blev han valgt til leder af Labour efter Gordon Brown. Han fratrådte som leder den 8. maj 2015 umiddelbart efter Labours valgnederlag ved parlamentsvalget.

## Liv og karriere
Miliband er søn af den marxistiske teoretiker Ralph Miliband, der kom til Storbritannien som polsk-jødisk flygtning i 1940, da Nazi-Tyskland angreb Belgien. Han er lillebror til David Miliband, der er tidligere udenrigsminister. Ed Miliband er bachelor i politologi, filosofi og økonomi fra Corpus Christi College, Oxford University og kandidat i økonomi fra London School of Economics. 
Efter en kort karriere som tv-journalist blev han i 1993 taleskriver og researcher for Labour-politikeren Harriet Harman og året efter for skyggefinansminister Gordon Brown. Efter jordskredssejren i 1997, hvor Tony Blair blev premierminister, blev Miliband udpeget til en af Browns særlige rådgivere med særligt ansvar for taler. Han blev i 2004 udpeget til at være formand for Council of Economic Advisers, der forestår den langsigtede planlægning af Storbritanniens økonomi. Hans egen politiske karriere begyndte i 2005, da han blev indvalgt i Underhuset. Han var 2008-2010 energi- og klimaminister og har siden regeringsskiftet 2010 været skyggeminister indenfor samme område.

## Valgnederlaget i 2015
Den 30. marts 2015 blev det Britiske Parlament opløst og et valg blev udskrevet til afholdelse  den 7. maj. Miliband begyndte sin kampagne med at lancere et "manifest for business", og sagde, at kun ved at stemme på hans parti, Labour, ville Storbritanniens position udenfor EU være sikker. Efterfølgende afgav Miliband fem løfter, som han sagde ville udgøre grundlaget  for en fremtidig Labour regering. 
Ved parlamentsvalget led Labour et stort nederlag, primært som følge af, af vælgerne i Skotland, der traditionelt havde stemt Labour, i stedet i stort tal stemte på Scottish National Party. På grund nederlaget, der gav Det Konservative Parti, absolut flertal, fratrådte Milibrand som formand for Labour.